# 至誠会第二病院
至誠会第二病院（しせいかい だいにびょういん）は、東京都世田谷区上祖師谷五丁目19番1号にある医療機関。
東京女子医科大学の卒業生で構成される同窓会である「一般社団法人至誠会」により運営されている病院である。
至誠会の初代会長で、東京女子医科大学の創設者で女医の吉岡弥生により1929年11月に開設された。初代院長は吉岡弥生。至誠会看護専門学校を併設している。

## 沿革
- 1929年（昭和 4年）11月 - 吉岡弥生が北多摩郡千歳村に至誠会病院千歳村分院を竣工。
- 1936年（昭和11年）10月 - 至誠会千歳村分院を至誠会第二病院と改称。
- 1962年（昭和37年） 6月 - 至誠会第二病院本館（後の西館）竣工。
- 1981年（昭和56年） 9月 - 至誠会第二病院中央館竣工。
- 1982年（昭和57年） 4月 - 染色体研究所開設。
- 1982年（昭和57年） 6月 - 総合病院の認可を取得。
- 1986年（昭和61年）10月 - 至誠会第二病院南館竣工。
- 1990年（平成 2年） 3月 - 至誠会看護専門学校を開校。
- 2003年（平成15年） 7月 - 療養病棟を開設。
- 2004年（平成16年） 3月 - 至誠会第二病院新西館を竣工。
- 2004年（平成16年） 3月 - 厚生労働省より臨床研修病院の指定を受ける。
- 2006年（平成18年）10月 - 一般病棟310床の病院へ再編成する。
- 2011年（平成23年） 3月 - 染色体研究室を閉鎖する。
- 2011年（平成23年） 4月 - 社団法人至誠会の一般社団法人認可取得により、一般社団法人 至誠会第二病院となる。
- 2011年（平成23年） 7月 - 病床数を305床に削減。
- 2018年（平成30年） 7月 - 皮膚科診療を休止する。
- 2019年（平成31年） 2月 - 産科診療を休止する。
- 2020年（令和2年）4月 - 耳鼻咽喉科診療を休止する。産科診療を再開する。
- 2020年（令和2年）7月 - 小児科診療を休止する。
- 2020年（令和2年）9月 - 産科診療・分娩を再開する。
- 2021年（令和3年）1月 - 病床数を301床に削減。

## 診療科
- 一般内科
- 呼吸器内科
- 消化器内科
- 循環器内科
- 神経内科
- 糖尿病内科
- 外科
- 整形外科
- 産婦人科
- 泌尿器科
- 脳神経外科
- 小児科（休診中）
- 眼科
- 耳鼻咽喉科（休診中）
- 皮膚科（休診中）
- 麻酔科（ペインクリニック）
- 放射線科

## 医療機関の指定等
- 東京都二次救急指定病院

- 厚生労働省臨床研修指定病院

- 東京都災害拠点病院

- 日本DMAT指定医療機関

## 交通アクセス
- 京王線仙川駅より病院専用無料送迎バス5分・徒歩12分
- 小田急小田原線成城学園前駅北口（成城飯店前のりば）より病院専用無料送迎バス8分